# Ferdinand Johann Wiedemann
Pour les articles homonymes, voir Wiedemann.
Ferdinand Johann Wiedemann (en russe Фердинанд Иванович Видеман), né le 30 mars (10 avril) 1805 à Hapsal (gouvernement d'Estland) et mort le 29 décembre 1887 (10 janvier 1888) à Saint-Pétersbourg, est un linguiste suédo-allemand de la Baltique, sujet de l'Empire russe.
Académicien de l'Académie impériale des sciences de Saint-Pétersbourg, il est spécialiste des langues finno-ougriennes, auteur d'un dictionnaire estonien-allemand et d'une grammaire estonienne, et auteur du premier dictionnaire en langue live. Il est directeur du Musée asiatique de 1882 à 1885.

## Quelques publications
- (de) Versuch einer Grammatik der syrjänischen Sprache nach dem in der Übersetzung des Evangelium Matthäi gebrauchten Dialekte, 1847
- (de) Versuch einer Grammatik der tscheremissischen Sprache nach dem in der Evangelien Übersetzung von 1821 gebrauchten Dialekte, 1847
- (de) Ehstnisch-deutsches Wörterbuch, 1869
- (de) Grammatik der Ehstnischen Sprache, 1875
- (de) Aus dem inneren und äusseren Leben der Ehsten, 1876

## Hommages
En 1989, le Prix de la langue Johann-Wiedemann (estonien : Ferdinand Johann Wiedemanni keeleauhind) est créé pour récompenser des mérites exceptionnels dans la recherche, l'enseignement, la promotion ou l'utilisation de la langue estonienne ,.